# Русский израильтянин
«Русский израильтянин» — еженедельная израильская газета правоцентристского секулярного направления на русском языке. Издавалась с января 1997 по февраль 2007 года в Тель-Авиве.
При создании газеты её владельцем был информационный холдинг Иосифа Кобзона «Московит» и его израильское отделение «Финвалор LTD». Примерно через три года контроль над газетой перешёл к издательскому дому «Московский комсомолец» Павла Гусева. Первый редактор «Русского израильтянина» — Давид Кон (Вадим Корш). Газета состояла только из авторских материалов: постоянные авторы — Виктор Топаллер (создатель газеты и заместитель главного редактора), Лев Авенайс, Соломон Розен, Маша Пивоварова, Вадим Томашпольский, Игорь Рубинштейн, Шимон Сакс, Михаил Хейфец, Ефим Лоевский и др.
Весной 1999 года редколлегия была заменена, авторский коллектив разогнан. Под этим названием в течение нескольких лет продолжала выходить бульварная газета. Главные редакторы издания Виктория Мунблит, а затем Пётр Люкимсон пытались убедить нового владельца газеты, что израильтян интересуют не только материалы о сексе, уголовщине и интимной жизни знаменитостей, но и серьёзные аналитические комментарии, репортажи и интервью. «В итоге мы остановились на некой промежуточной концепции, устроившей обе стороны…», — вспоминает Люкимсон.
В 2003 году владельцем газеты стал издательский дом «Новости недели». С августа 2006 года газета выходила в качестве приложения к газете «Новости недели». В феврале 2007 года вышел последний номер газеты-приложения «Русский израильтянин».

## Главные редакторы газеты
- Давид Кон (1997—1999)
- Виктория Мунблит (1999—2000)
- Пётр Люкимсон (2000—2007)